# Boletina
Boletina je naselje v Občini Šentjur.

## Naravne znamenitosti
Pri Boletini blizu Ponikve sta dve nahajališči velikonočnice (Pulsatila grandis). Obe sta na apnenčastem travniku in prostorsko zelo omejeni. Prvo je na strmem južnem pobočju pri Mali vasi, drugo pa pri Zlatečah. Poleg Boča sta to edini potrjeni nahajališči te ogrožene vrste v Sloveniji.